# Cirill Tamás Hortobágyi

Abtswappen von Cirill Tamás Hortobágyi

Cirill Tamás Hortobágyi OSB (* 22. Februar 1959 in Nagytálya, Ungarn) ist ein ungarischer römisch-katholischer Ordensgeistlicher und Erzabt von Pannonhalma.

## Leben
Tamás Hortobágyi begann am 21. August 1977 das Noviziat in der Benediktiner−Erzabtei Martinsberg und legte am 6. August 1981 die zeitliche Profess ab. Am 15. August 1984 wurde Hortobágyi zum Diakon geweiht. Nachdem er am 14. August 1985 die feierliche Profess abgelegt hatte, empfing er am 15. August desselben Jahres die Priesterweihe.
Am 16. Februar 2018 ernannte ihn Papst Franziskus zum Erzabt von Pannonhalma. Sein Vorgänger im Amt, Erzabt-Bischof Asztrik Várszegi, spendete ihm am Hochfest des Ordensvaters Benedikt, 21. März 2018, in Gegenwart des ungarischen Primas Péter Erdő und des Abtprimas Gregory Polan sowie zahlreicher Bischöfe, Abtpräsides und Äbte in der Abteikirche Pannonhalma die Abtsbenediktion.